# Гіпердержава

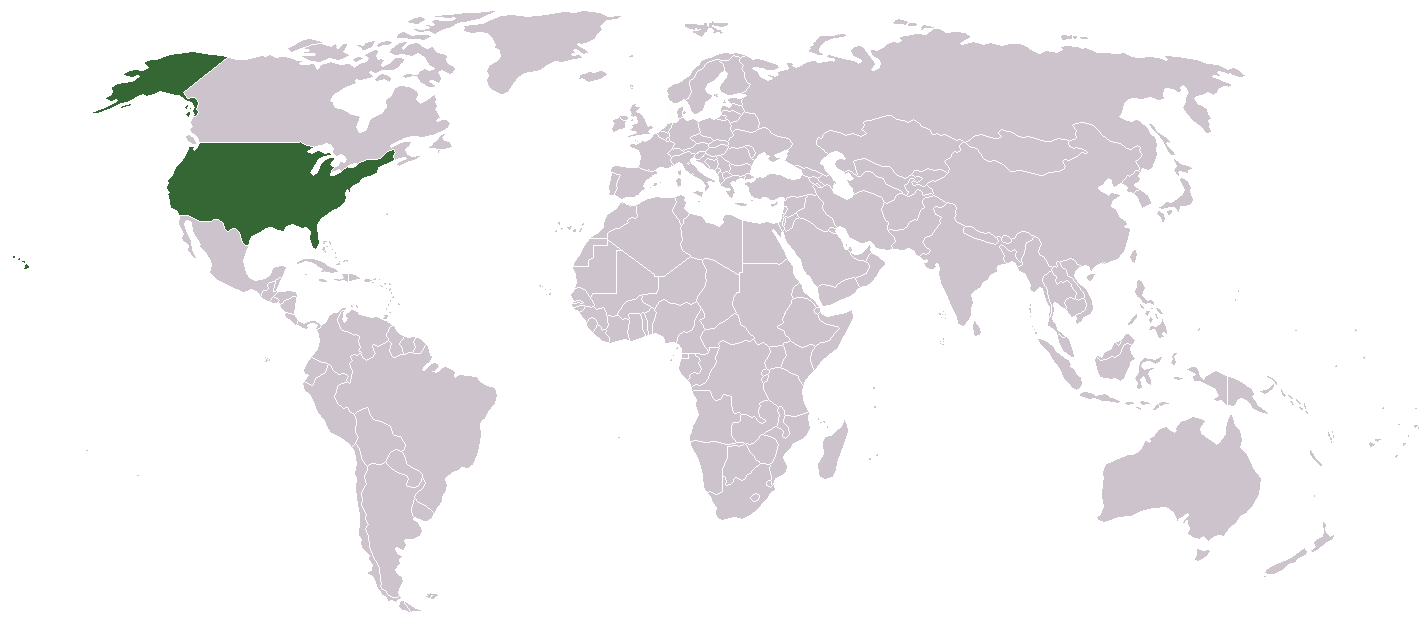
США — гіпердержава

Гіпердержава (англ. Hyperpower) — наймогутніша у політичному, економічному та військовому аспектах держава, яка перевершує всі країни світу разом узяті.
У 2000-і, після закінчення Холодної війни та розпаду СРСР, термін застосовувався по відношенню до США. Саме поняття запроваджено британським журналістом П. Уорстхорном ще в 1991. Цей новий термін описував геополітичну позицію США як єдину у світі вседержаву.